# Jan Tschichold

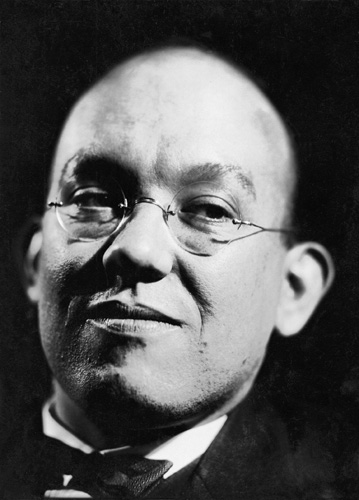
Jan Tschichold (um 1930). Foto von Eduard Wasow

Jan Tschichold (* 2. April 1902 in Leipzig als Johannes Tzschichhold, auch Iwan Tschichold und Ivan Tschichold; † 11. August 1974 in Locarno, Schweiz) war ein deutscher Kalligraf, Typograf, Schriftentwerfer, Plakatgestalter, Autor und Lehrer. Tschichold war einer der Wortführer der Neuen Typographie. Sein bekanntester Schriftentwurf ist die Sabon, eine Antiqua.

## Biografie
Jan Tschichold wurde 1902 als Johannes Tzschichhold in Leipzig geboren. Er war Sohn eines Schriftenmalers und beschäftigte sich schon früh mit Kalligrafie. Als Jugendlicher erhielt er erste Unterweisungen im künstlerischen Buchbinden in der „Buchgewerblichen Werkstatt Anger & Bartsch“ in Leipzig. 1919 begann er in der Schriftklasse von Hermann Delitsch ein Studium an der Staatlichen Akademie für graphische Künste und Buchgewerbe (heute Hochschule für Grafik und Buchkunst Leipzig). Aufgrund seiner außergewöhnlichen Leistungen avancierte er bald zum Meisterschüler des Rektors Walter Tiemann – eines Schriftenentwerfers bei der Schriftgießerei Gebr. Klingspor – und wurde damit beauftragt, seine Kommilitonen zu unterrichten. Gleichzeitig erhielt er die ersten Aufträge, Inserate für die Leipziger Messe zu entwerfen. 1923 machte er sich als typografischer Berater einer Druckerei selbständig.

Von Jan Tschichold gestalteter Bucheinband (1942)

Bisher nur mit historischer und traditioneller Typografie befasst, nahm seine Arbeit nach seinem ersten Besuch im Bauhaus eine völlig neue Richtung: Tschichold lernte wichtige Künstler wie László Moholy-Nagy, El Lissitzky, Kurt Schwitters u. a. kennen, deren Bestreben es war, im Rahmen der Neuen Typographie des Bauhauses die Schemata herkömmlicher Typografie aufzubrechen, neue Ausdrucksweisen zu finden und zu einer weitaus experimentelleren Arbeitsweise zu gelangen. Gleichzeitig aber wollte man standardisieren, vereinfachen und praktischer vorgehen. Er folgte begeistert den neuen Grundsätzen, nannte sich sogar aus Sympathie zu den vorwiegend aus dem Osten kommenden Strömungen Iwan und vereinfachte seinen Nachnamen von Tzschichhold zu Tschichold.
Aufgrund seiner Begeisterung und Fachkompetenz wurde er zu einem der bedeutendsten Vertreter der Neuen Typographie. Im Unterschied zu anderen fiel er nicht völlig aus dem historischen und fachlich begründeten Rahmen, sondern machte die avantgardistischen Ideen allgemein gebrauchsfähig. In einem vielgerühmten Sonderheft der Typographischen Mitteilungen von 1925 mit dem Titel Elementare Typografie stellte er die neuen Ansätze in Thesenform zusammen.

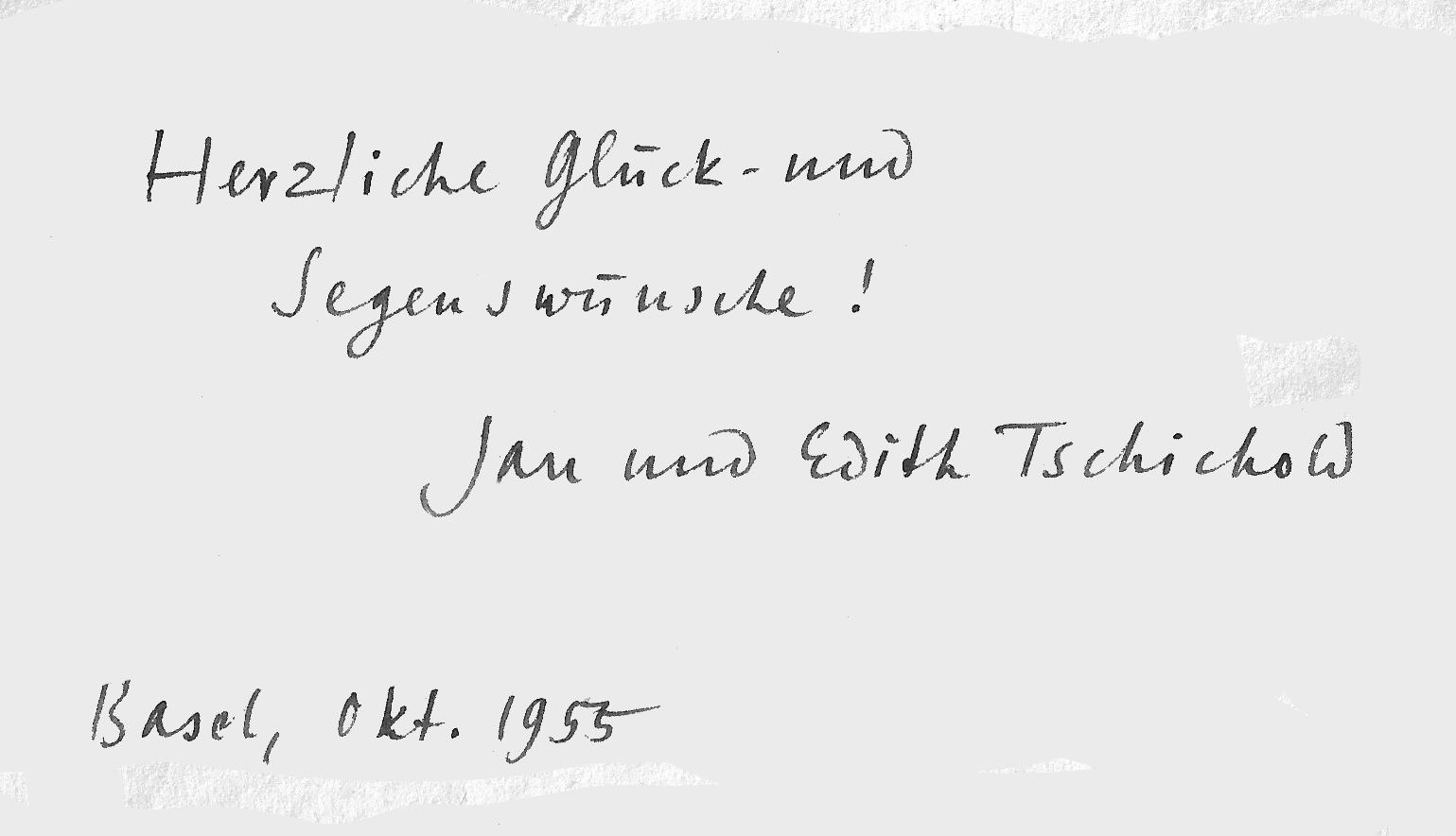
Jan Tschichold Autograph 1955

Es folgte eine Phase der Anwendung: 1926 wurde er von Paul Renner – dem Schöpfer der Futura – an die Münchener Meisterschule für Typografie berufen. Hier nannte er sich auf Drängen der Behörden Jan Tschichold. Es entstand u. a. eine Plakatreihe für den Münchner Phoebus-Palast. Viele Film-Plakate für diesen größten deutschen Filmpalast prägten den öffentlichen Raum der Stadt: klare, freigestellte, z. T. fette Schrift, Balken, die die Fläche betonen, aber nicht zerteilen, und immer wieder Diagonalen.
1929 entwarf er eine Schrift, die die sprachlichen Laute besser umsetzen sollte als das traditionelle Alphabet, mit teils sehr eigenwilligen Zeichen. 1931 gestaltete er die Schriften Zeus, Transito, und Saskia sowie die Uhertype-Standard-Grotesk für ein frühes Fotosatzsystem. Mit Schwitters und vielen anderen gründete er 1928 den „Ring neue Werbegestalter“.
In Deutschland fand die Neue Typographie 1933 durch die Machtübergabe an die Nazis ein jähes Ende. Tschichold wurde im selben Jahr von den Nazis aus dem Amt entfernt und zusammen mit seiner Frau verhaftet. Nach vier Wochen Haft gelang es den Tschicholds, in die Schweiz zu flüchten. Schockiert von der Mühelosigkeit, mit der die deutschen Faschisten die moderne Gestaltung für Propagandazwecke missbrauchten, orientierte sich Tschichold nun an humanistischen Vorbildern. Die Verwendung von Antiqua-Schriften, typographischem Ornament und Axialsatz sind Merkmale dieser klassisch-modernen Phase. In diesem Zusammenhang lieferte sich Tschichold 1946 eine in den Typographischen Mitteilungen ausgetragene Auseinandersetzung mit Max Bill, einem Befürworter der Neuen Typographie.
1933 nahm Tschichold eine Tätigkeit als Lehrer mit begrenztem Deputat an der Allgemeinen Gewerbeschule Basel auf, die er bis 1941 ausübte. 1936 verkaufte er seine umfangreiche private Sammlung mit circa 1500 Belegexemplaren mit Drucksachen im Stil der Neuen Typographie an das Gewerbemuseum Basel. Seine Sammlung wird heute in der Bibliothek für Gestaltung Basel aufbewahrt und ist vollständig digitalisiert und erschlossen.
1943 hatte Tschichold in der Fachzeitschrift Schweizer Buchhandel den Wettbewerb „Die schönsten Schweizer Bücher“ ausgelobt, der im Folgejahr erstmals stattfand und noch heute vom Schweizer Verlegerverband und dem Bundesamt für Kultur getragen wird.
Tschichold arbeitete für den Basler Birkhäuser Verlag als Buchhersteller und ging 1947 für zwei Jahre nach England, wo er unter anderem für Penrose Annual arbeitete und die Neugestaltung der Penguin Books und ein Konzept für deren typografische Gestalter erarbeitete; er zeichnete dabei auch für die Typographie der seit 1939 erscheinenden Reihe King Penguin Books verantwortlich, die der deutschen Insel-Bücherei nachempfunden war. 1947 verfasste er die Penguin Composition Rules, die er zurück in der Schweiz ins Deutsche übersetzte und für die Schweiz neu formulierte. Tschichold oblag die Gestaltung der Deutschen Gesamtausgabe der Werke von Wladimir Solowjow, die ab 1953 im Erich Wewel Verlag erschien und deren zuerst veröffentlichter Band VII damals beim Wettbewerb der „Schönsten Bücher“ ausgezeichnet wurde.

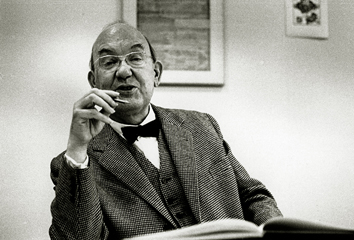
Jan Tschichold (1963), Aufnahme von Erling Mandelmann

Im Jahr 1964 wurden Arbeiten von ihm auf der documenta III in Kassel in der Abteilung Graphik gezeigt. 1966 entstand die Sabon, benannt nach dem Garamond-Schüler Jakob Sabon, der die Garamond nach Frankfurt brachte, eine Renaissance-Antiqua im Stil der Garamond, die sich durch ihr klares Schriftbild mit einer für eine Garamond relativ hohen Mittellänge auszeichnet. Die Besonderheit dieser Schrift war, dass sie in allen drei damals vorhandenen Bleisatzsystemen (Handsatz, Zeilenguss- (Linotype) und Letterguss- (Monotype) Maschinensatz) vollkommen gleich aussah, das Schriftbild also nicht durch deren technische Besonderheiten beeinträchtigt wurde.
1965 wurde Tschichold für seine Verdienste um die Schrift mit dem Gutenberg-Preis der Stadt Leipzig geehrt.
Im Juni 2019 wurde bekannt, dass die Erben den Nachlass Tschicholds als Schenkung an das Deutsche Buch- und Schriftmuseum der Deutschen Nationalbibliothek in Leipzig gegeben haben. Er wurde dort mit Förderung der Deutschen Forschungsgemeinschaft digitalisiert und erschlossen. Das Projekt wurde 2021 abgeschlossen.

## Schriften
- Transito (Schriftgießerei Amsterdam, 1931)
- Saskia (Schelter & Giesecke, Leipzig 1931)
- Zeus (Schriftguß AG, Dresden, 1931)
- Uhertype-Standard-Grotesk (1931)
- Sabon (1967)

## Werke
- Die neue Typographie. Ein Handbuch für zeitgemäß Schaffende, Verlag des Bildungsverbandes der Deutschen Buchdrucker, Berlin 1928. [2. Auflage Berlin, Brinckmann & Bose, 1987].
- mit Franz Roh: foto-auge. Akademischer Verlag Dr. Fritz Wedekind & Co., Stuttgart 1929. Reprint: Ernst Wasmuth, Tübingen 1973.
- Eine Stunde Druckgestaltung. Grundbegriffe der Neuen Typografie in Bildbeispielen für Setzer, Werbefachleute, Drucksachenverbraucher und Bibliofile. Akademischer Verlag Dr. Fritz Wedekind & Co., Stuttgart 1930.
- Schriftschreiben für Setzer. Klimsch & Co., Frankfurt am Main 1931.
- Typografische Entwurfstechnik. Akademischer Verlag Dr Fritz Wedekind & Co., Stuttgart 1932.
- Typografische Gestaltung. Benno Schwabe & Co., Basel 1935.
- Chinesischer Farbendruck aus dem Lehrbuch des Senfkorngartens. Holbein-Verlag, Basel 1941 u. 1951.
- Geschichte der Schrift in Bildern. Holbein-Verlag, Basel 1941 u. 1946. – Auch: Hauswedell, Hamburg 1951 u. 1961. – Engl.: An Illustrated History of Lettering and Writing. o. V., London 1947.
- Gute Schriftform. Lehrmittelverlag des Erziehungsdepartements, Basel 1941/42, 1943/44 u. 1945/46.
- Schriftkunde, Schreibübungen und Skizzieren für Setzer. Holbein-Verlag, Basel 1942. – Auch: Schriftkunde, Schreibübungen und Skizzieren. [erweiterte Auflage, S. 79–109.] Verlag des Druckhauses Tempelhof, Berlin 1951.
- Der Holzschneider und Bilddrucker Hu Cheng-yen, Holbein-Verlag, Basel 1943 u. 1952.
- Chinesische Farbendrucke der Gegenwart. Holbein-Verlag, Basel 1944 u. 1953. – Engl.: Chinese Colour Printing of the present day. o. V., London / New York 1953.
- Chinesisches Gedichtpapier vom Meister der Zehnbambushalle. Holbein-Verlag, Basel 1947.
- Schatzkammer der Schreibkunst. 2. Auflage. Birkhäuser Verlag, Basel 1949.
- Was jedermann vom Buchdruck wissen sollte. Birkhäuser-Verlag, Basel 1949.
- Im dienste des buches. SGM-Bücherei, St. Gallen 1951.
- Meisterbuch der Schrift. Ein Lehrbuch mit vorbildlichen Schriften aus Vergangenheit und Gegenwart für Schriftenmaler, Graphiker, Bildhauer, Graveure, Lithographen, Verlagshersteller, Buchdrucker, Architekten und Kunstschulen. Otto Maier Verlag, Ravensburg 1979, ISBN 3-473-61100-X (Erstausgabe:  1952, Nachdruck der 2., neubearbeiteten Auflage von 1965).
- Erfreuliche Drucksachen durch gute Typografie. Otto Maier-Verlag, Ravensburg 1960. – Auch: Maro-Verlag, Augsburg 1988 [Reprint], ISBN 3-87512-403-0.
- Die Bildersammlung der Zehnbambushalle. Eugen-Rentsch-Verlag, Zürich / Stuttgart 1970.
- Ausgewählte Aufsätze über Fragen der Gestalt des Buches und der Typographie. Birkhäuser-Verlag, Basel 1975 u. 1987, ISBN 3-7643-1946-1.